# Ducati 1199 Panigale
Die Ducati 1199 Panigale ist ein Motorradmodell des italienischen Motorradherstellers Ducati. Das Superbike wurde am 14. November 2011 auf der Motorradmesse EICMA in Mailand vorgestellt und wurde seit März 2012 verkauft.

## Name
Borgo Panigale ist der Vorort von Bologna, in dem Ducati seit der Gründung seinen Sitz hat.

## Technik
Der Antrieb erfolgt durch einen flüssigkeitsgekühlten Zweizylindermotor mit 1199 cm³, nach Herstellerangabe 1198 cm³ Hubraum. Der Zylinderbankwinkel des V-Motors beträgt 90°, Ducati bezeichnet ihn als 90°-L-Motor. Unter anderem wurde der neue Motor um 6° nach hinten geneigt, um den Radstand zu verkürzen und den Schwerpunkt und Gewichtsverteilung auf die Räder nochmal zu verbessern. Der neu entwickelte Viertaktmotor mit der Bezeichnung Superquadro erzeugt bei 10.750/min eine Nennleistung von 143 kW (195 PS) und bei 9.000/min ein maximales Drehmoment von 132 Nm. Die vier Ventile je Zylinder werden von zwei obenliegenden Nockenwellen angesteuert, dem Nockenwellenantrieb dient eine Kombination aus Zahnrädern und Kette. Das Schließen der Ventile erfolgt desmodromisch. Der Motor wird elektrisch gestartet. Um die elektrische Anlasserleistung bei dem hohen Verdichtungsverhältnis von 12,5:1 gering zu halten, wird eine als „Dekompressor“ bezeichnete automatisch wirkende Ventilausheber-Mechanik benutzt, die bei Anlassdrehzahl fliehkraftgesteuert das Profil der Öffnungsnocken verändert.

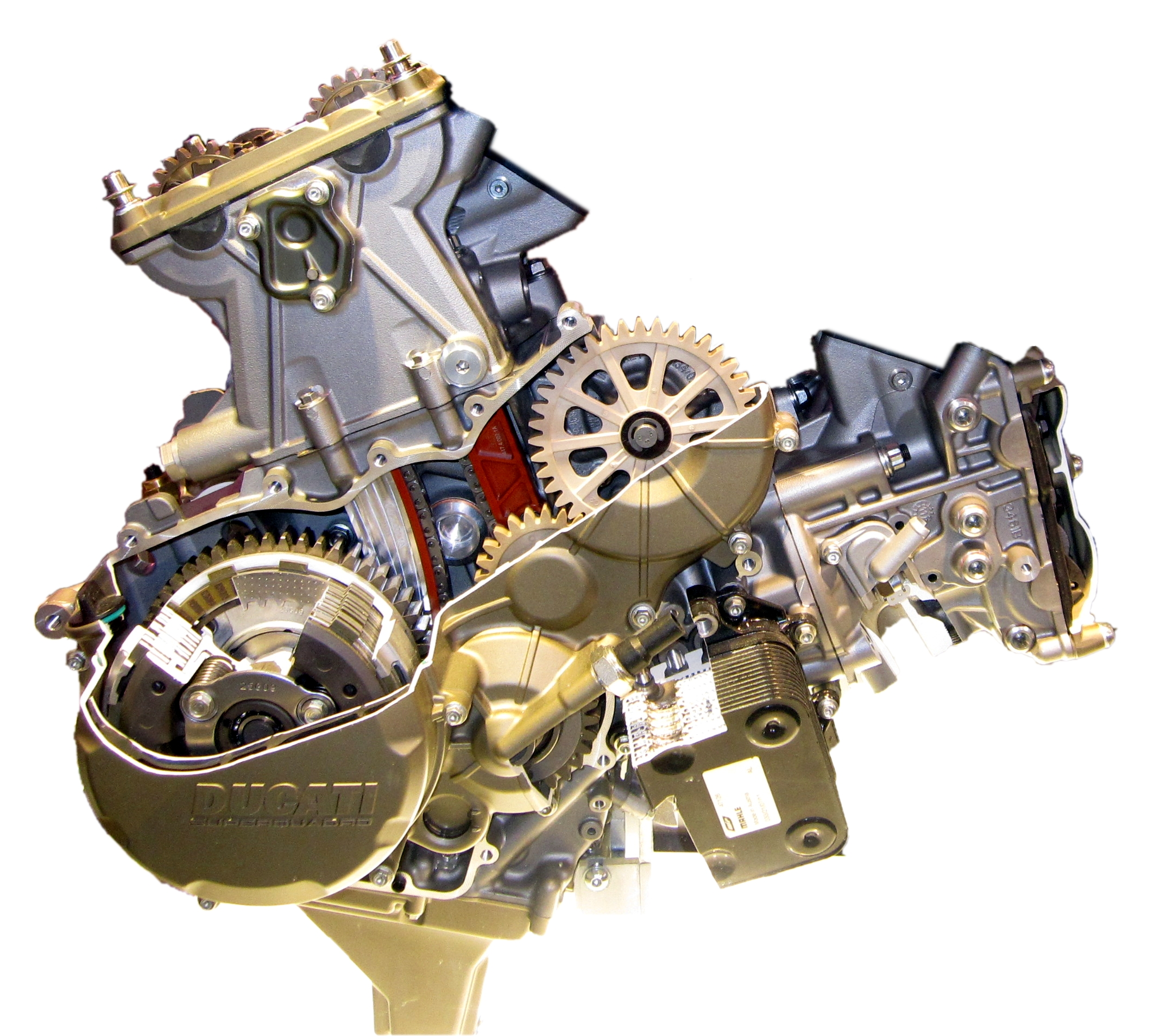
Motor, Schnitt
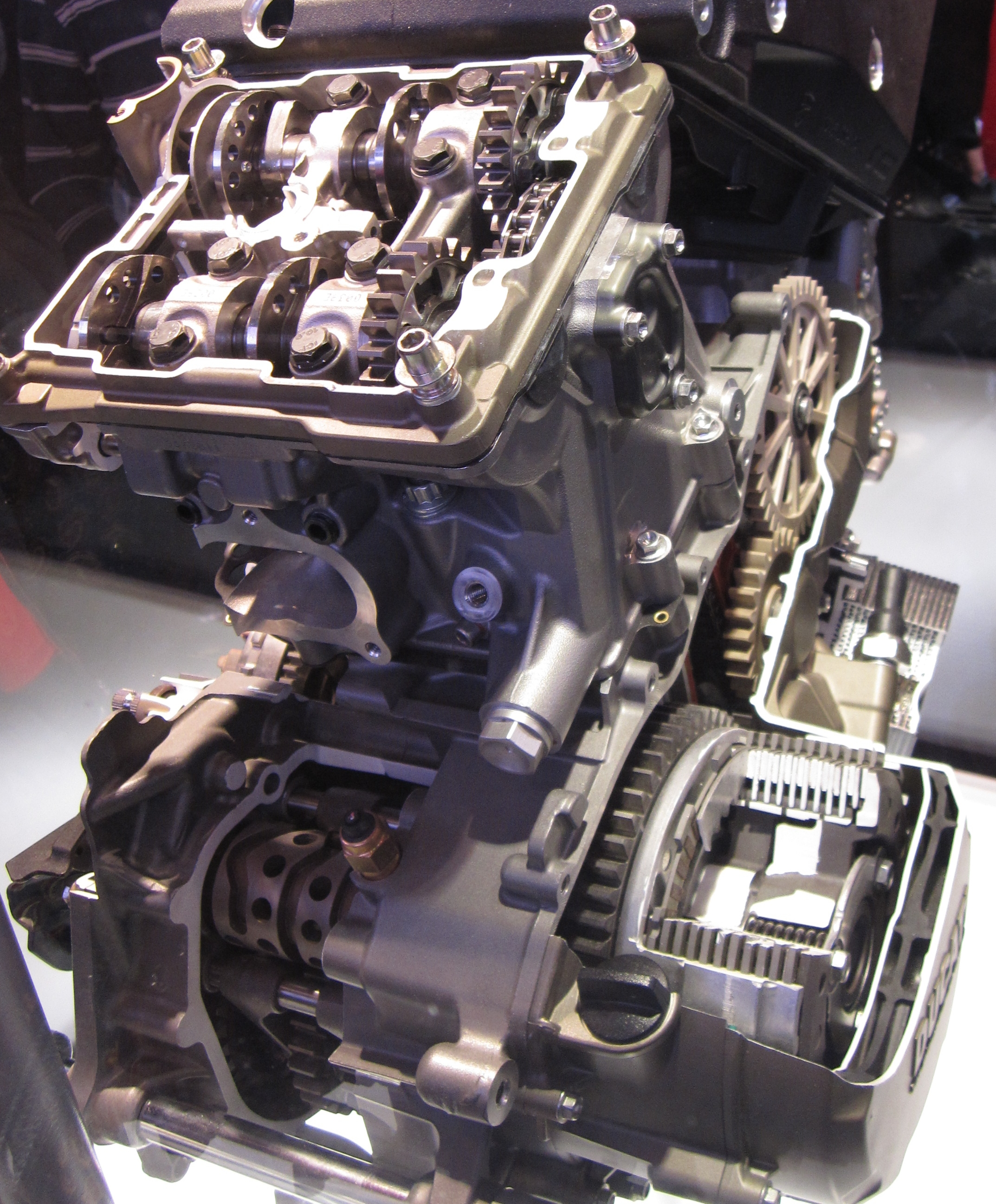
Motor, Schnittmodell

Der Name „Superquadro“ deutet auf die stark unterquadratische Zylinderauslegung hin, die bei 112 mm Zylinderbohrung und 60,8 mm Kolbenhub das ungewöhnliche Hubverhältnis 0,543 [= 1:1,842] aufweist.
Das Fahrwerk baut auf einem Monocoque-Chassis aus Aluminium- und Magnesiumprofilen auf, hat hinten eine Einarmschwinge und vorne eine UpsideDown-Teleskopgabel von Marzocchi (S und R Versionen haben ein elektronisches Fahrwerk und Lenkungsdämpfer von Öhlins). Das Chassis, der Heckrahmen und die Schwinge sind direkt an den Motor angeflanscht.
Die Kraftumwandlung erfolgt durch ein Sechsganggetriebe, der Sekundärantrieb über eine Kette. Die Krafttrennung verrichtet eine hydraulisch betätigte Ölbadkupplung mit Anti-Hopping. Der elektronische Schaltautomat „Ducati Quick Shift (DQS)“ ermöglicht – im Interesse eines geringen Zeitverlustes beim Hochschalten in Beschleunigungsphasen – einen Gangwechsel bei Vollgas ohne Betätigung des Kupplungshebels.
Am Vorderreifen verzögert eine Doppelscheibenbremse mit Vier-Kolben-Radialbremssätteln von Brembo, hinten eine Scheibenbremse mit zwei Kolben-Bremssattel. Ein mit Bosch zusammen entwickeltes, abschaltbares Antiblockiersystem verhindert Bremsblockaden. Eine Engine Brake Control (EBC) verbessert die Spurstabilität bei scharfen Bremsmanövern. Die Ducati Electronic Suspension (DES) verändert je nach Fahrmodus (Race, Sport und Wet) mit elektrischen Stellmotoren die Einstellung der Öhlins-Gabel und des Federbeins (verschiedene beschriebene Optionen nur bei Panigale S, Tricolore und R).
Die 2-in-1-in-2-Auspuffanlage liegt unterhalb des Motorblocks und mündet in einen Doppel-Endschalldämpfer aus Edelstahl mit Aluminium-Ummantelung. Die Abgasnachbehandlung erfolgt über einen Katalysator mit zwei Lambdasonden und erfüllt die Grenzwerte der Abgasnorm EURO3. Original ist die Panigale schon recht laut, im Messbereich schließt sie kurz eine Klappe um die Grenzwerte zu erreichen. Für den japanischen Markt wird sogar ein extra Schalldämpfer benötigt, zudem wird das Kupplungsgehäuse hier zusätzlich mit einer schalldämmenden Ummantelung versehen.

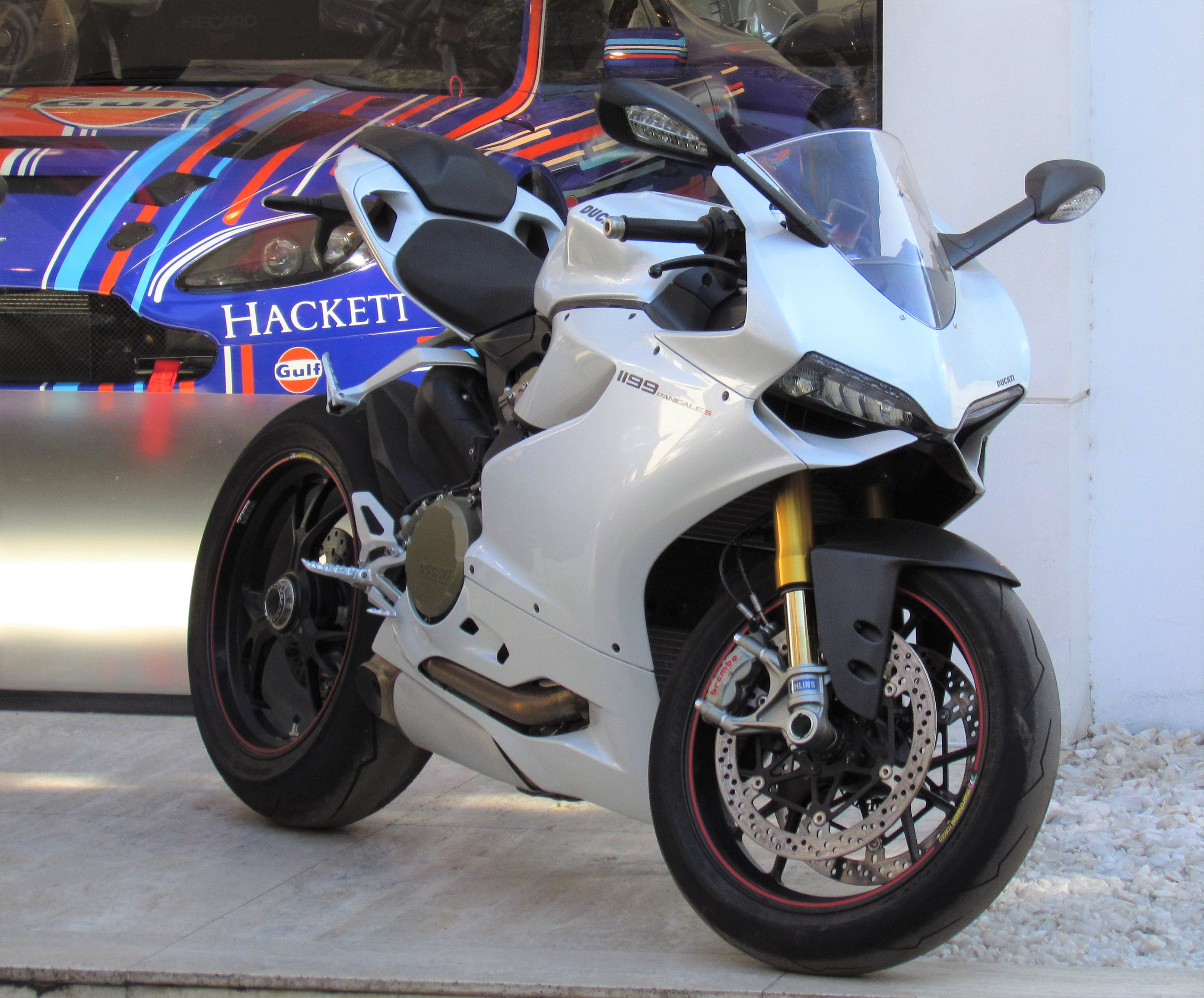
1199 Panigale S
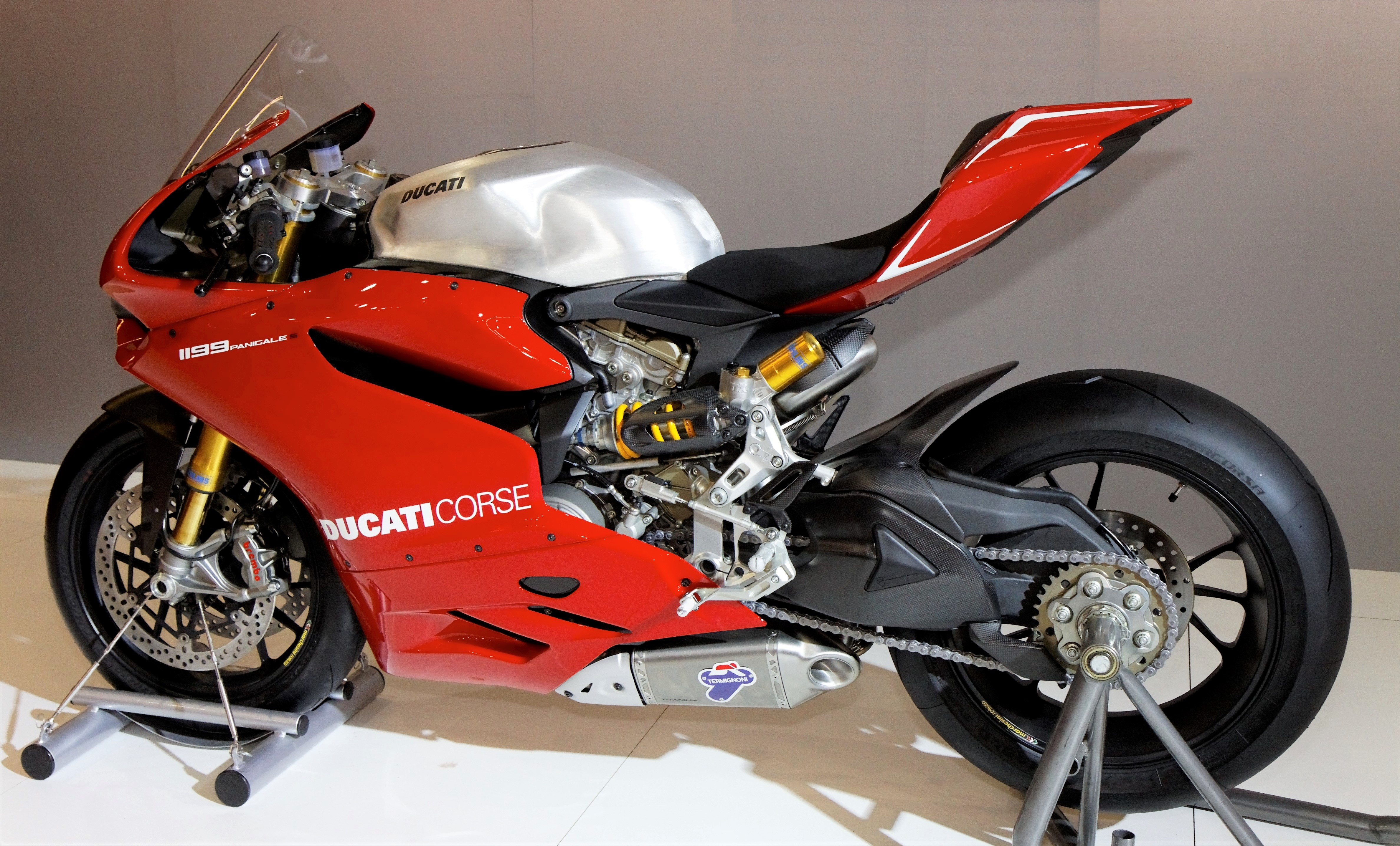
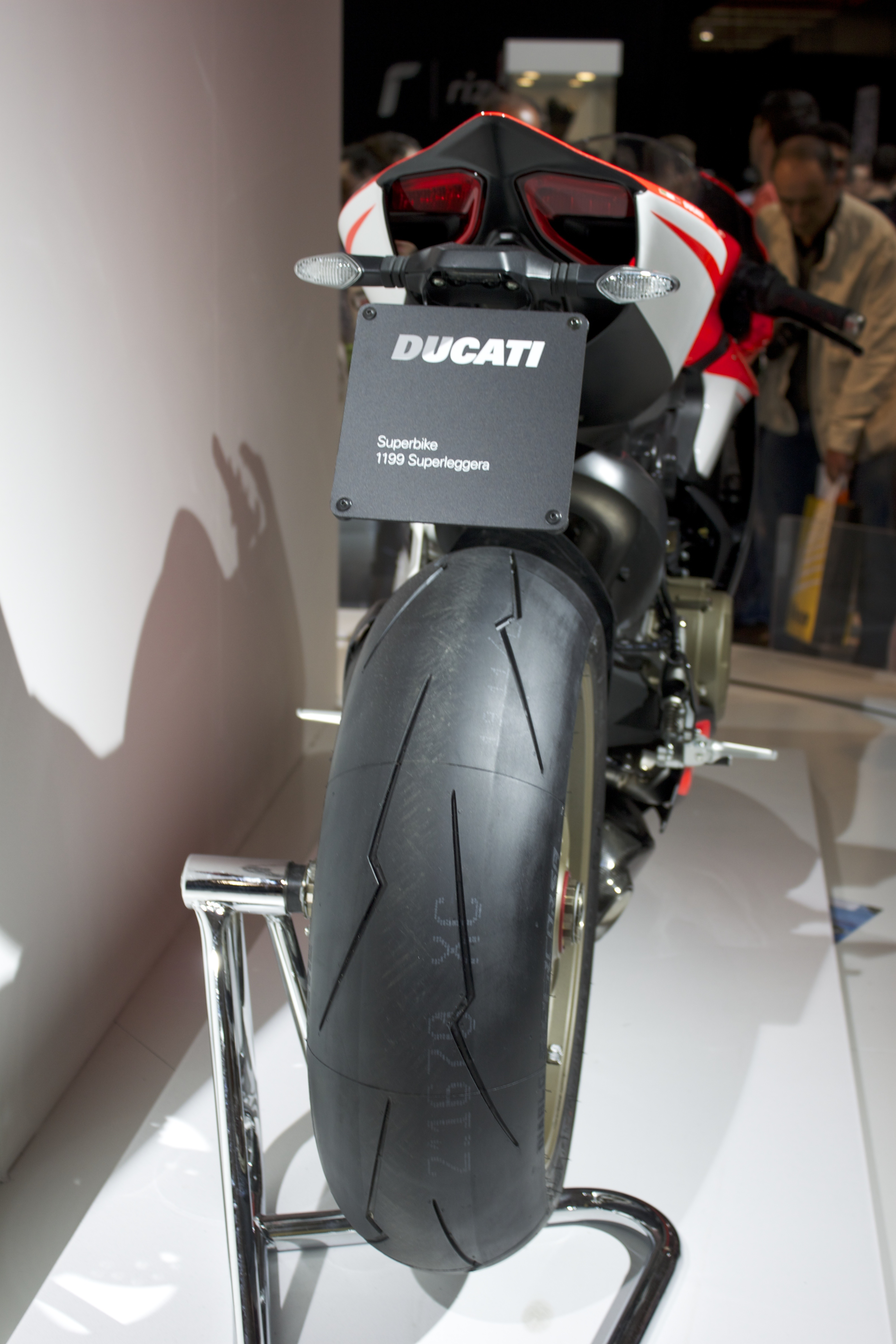
Heckansicht (Superleggera)

## Sondermodell „1199 Superleggera“

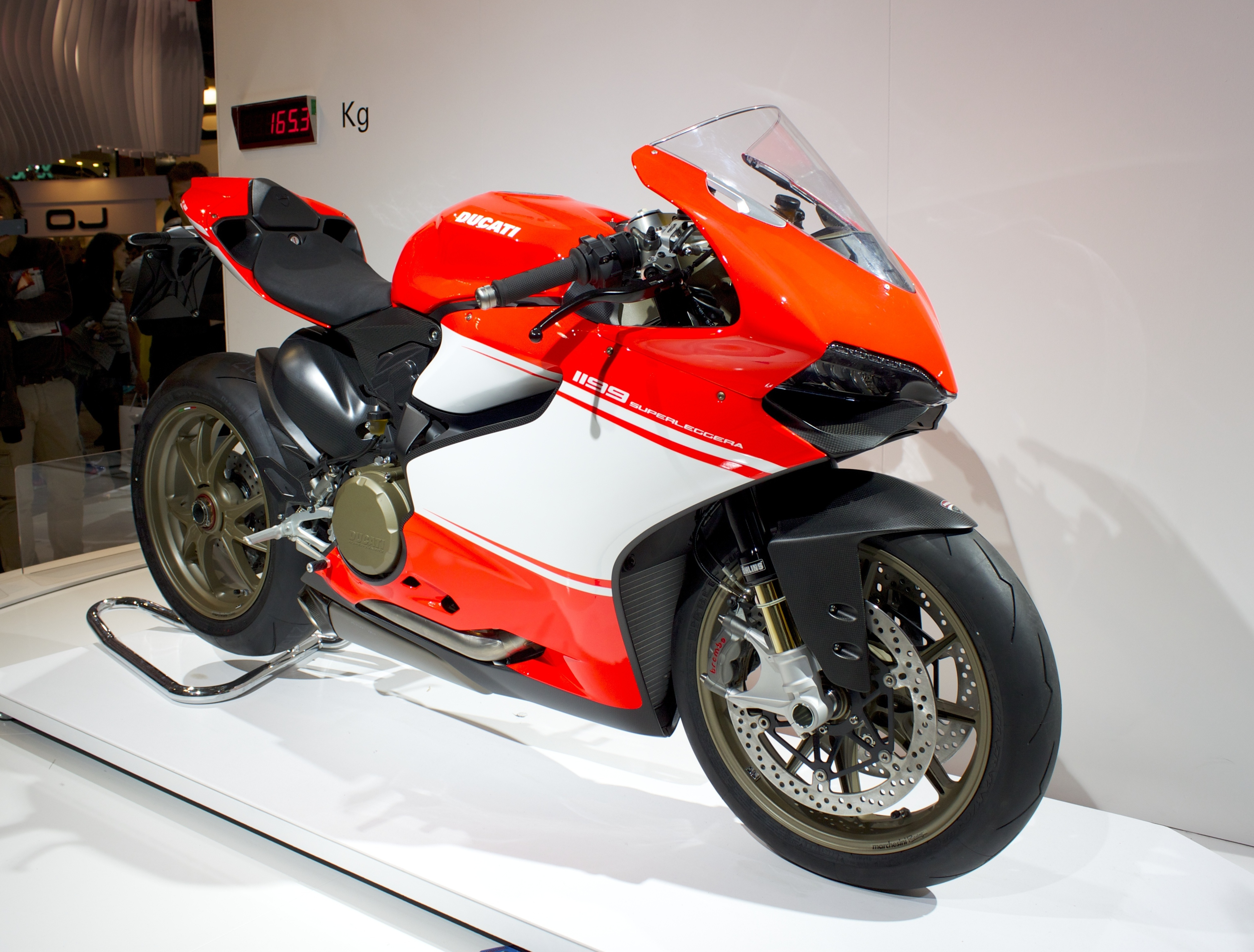
1199 Superleggera, 2013

Im Jahr 2013 kündigte Ducati die 1199 Superleggera (italienisch: superleicht) auf Basis der Panigale 1199 R an. Mit einem Magnesium- statt Aluminiumchassis, gefrästen Magnesium-Schmiedefelgen (von Marchesini), einer Titan-Feder am hinteren Federbein, einem Titan-Auspuff des slowenischen Herstellers Akrapovic, Karbon-Verkleidung und -Rahmenheck sowie einem Lithium- statt eines Bleiakkus wurde Gewicht eingespart. Auch der Motor wurde optimiert: gefräste Kolben mit nur zwei Kolbenringen, Titanventile, erleichterte Kurbelwangen mit Wolframgewichten. Zusammen mit einer leichteren Kette sowie über 100 Titanschrauben führen diese Änderungen dazu, dass das Motorrad noch einmal 12 kg weniger wiegt (Trockengewicht 155 kg). Die Leistung wurde auf 149 kW/205 PS gesteigert. Die auf 500 Stück limitierte Serie kostete in Deutschland rund 65.000 €, in Österreich etwa 75.000 € und war bereits vor Auslieferung der ersten Maschinen ausverkauft.

## Kommentare
„Die Panigale lässt sich trotz des fetten 200/55 ZR 17 im Heck enorm zackig umlegen, was auch den Hebelarm der Stummel geschuldet ist. Dazu kommen zehn Kilo weniger Gewicht, zentralisierte Massen und eine kopflastige Gewichtsverteilung. Die federleichten Schmiedefelgen der S erleichtern die Sache zusätzlich. Beim Handling liegen Welten zwischen 1198 und 1199, die Panigale wedelt wie ein Dackelschwanz durch die Wechselkurven.“